# Charles de Vast-Vimeux
Charles de Vast-Vimeux (Parigi, 26 ottobre 1787 – La Rochelle, 25 settembre 1859) è stato un politico, militare e nobile francese.

## Biografia
Nipote del generale barone Louis Antoine Vimeux, Charles nacque a Parigi nel 1787. Nel 1805, si iscrisse come volontario nell'esercito e venne assegnato al corpo degli ussari, col quale combatté nelle guerre napoleoniche, distinguendosi in particolare nella campagna di Spagna. Rimase in servizio con la Restaurazione e terminò la sua carriera come maresciallo di campo nel 1848.
Decise quindi di entrare in politica e dal 1849 al 1859 fu deputato per la circoscrizione della Charente-Maritime. Divenne questore dell'Assemblea nel 1852.
Morì nel 1859, e suo figlio Alfred de Vast-Vimeux ne continuò l'attività nella politica.